# Bursera diversifolia
Bursera diversifolia är en tvåhjärtbladig växtart som beskrevs av Joseph Nelson Rose. Bursera diversifolia ingår i släktet Bursera och familjen Burseraceae. Inga underarter finns listade i Catalogue of Life.